# Tarek Ode
Tarek Ode Febles (Santa Cruz de Tenerife, España, 1969) es un fotógrafo, director de cine, escritor y poeta español. En su fotografía se observa un importante componente poético y un interés en reflejar el paso del tiempo sobre la propia imagen. 

## Trayectoria profesional
Realizó estudios de técnico especialista en imagen y sonido y técnico superior de fotografía. Ha realizado también estudios de Filosofía. En el ámbito artístico ha sido becado por el Centro de Fotografía Isla de Tenerife y por el Cabildo Insular de Tenerife. 
Suele organizar su obra fotográfica en series temáticas. Entre ellas destacan: Tiempo infinito, Ciudadanos, París-Venecia, La Zona y San Borodón, la isla descubierta. También muestra especial interés en dar a conocer el patrimonio arqueológico y etnográfico de las islas con exposiciones como Escrito en piedra o Una arqueología de los márgenes.
Desde 1993 expone regularmente su obra. Ha sido seleccionado en diversos festivales nacionales e internacionales como La Primavera Fotográfica de Cataluña, FotoNoviembre (Tenerife), Festival Internacional de Arlés (Francia), Encontros da Imagen (Braga, Portugal) y Photo District (New York). Compagina su labor creativa con charlas y conferencias en escuelas de arte y universidades.
Ha pasado largas temporadas en Cuba, Londres, Nueva York, Madrid, París y Barcelona. En 2004 el gobierno francés le concede una beca en la ciudad de las Artes de París. Sus trabajos han sido publicados en revistas nacionales e internacionales de reconocido prestigio como Lápiz, Gente di Fotografía, Foto, Arte Fotográfico y La Fotografía, entre otras.
En 2007, colabora con la novela titulada Historias de un arrabal parisino del venezolano Vicente Ulive-Schnell, cediendo una de sus fotos, de la exposición itinerante «Ciudades París-Venecia», 2006.

## Obras publicadas

### Catálogos de Fotografía
- Fotonoviembre de 1993. España.
- Fotonoviembre de 1995. España.
- Fotonoviembre de 1997. España.
- Fotonoviembre de 1999. España.
- Tenerife Fin de Siglo 1998. España.
- El Rey Dormido. España.
- La Experiencia de los Límites. España.
- Encontros da Imagem. Braga. Portugal 1998
- Diario de un sueño. Tenerife 2001
- Interiores. Tenerife 2002
- París. Tenerife 2003

### Realizaciones cinematográficas
- Inevitable Océano (2017). Un recorrido sobre la vida y obra de Elsa López.[7]
- Orígenes (2018): documental que trata sobre un posible origen de la población en las Islas Canarias.[8]
- Axis Mundi. Cumbres sagradas de Gran Canaria (2019).[9]
- Dejame ser (2020): documental sobre la influencia de la mujer canaria en el arte.[10]